# Encore (Las Vegas)
Encore Las Vegas is een AAA Five Diamond Star resort op de Las Vegas strip. Het hotel is verbonden met zusterhotel Wynn Las Vegas en werd ontwikkeld door hoteltycoon Steve Wynn. Het resort is een onderdeel van Wynn Resorts Limited.

## Geschiedenis
Op 28 april 2006 startte Wynn Resorts Limited met de bouw van het resort Encore, met een bouwprijs van 2,3 miljard dollar. Het resort werd aangesloten aan Wynn Las Vegas. Na 2,5 jaar bouwen werd Encore Las Vegas geopend op 22 december 2008. Bij de opening waren enkele internationaal bekende sterren aanwezig.

## Het resort
Het hotel beschikt over een casino met een oppervlakte van 6900 m², een winkelpromenade, een spa en salon, 5 restaurants, 7 bars en een nachtclub. Het interieur van het resort heeft veel Aziatische tinten en is verder te vergelijken met Wynn Las Vegas. Uniek aan dit resort is dat het hotel uitsluitend suites bevat.
Het hotel bood een permanente show, opgevoerd door de in 2009 overleden Danny Gans. Gasten kunnen ook gebruikmaken van alle faciliteiten in het Wynn Hotel zoals bijvoorbeeld de zwembadzone.

## Foto's

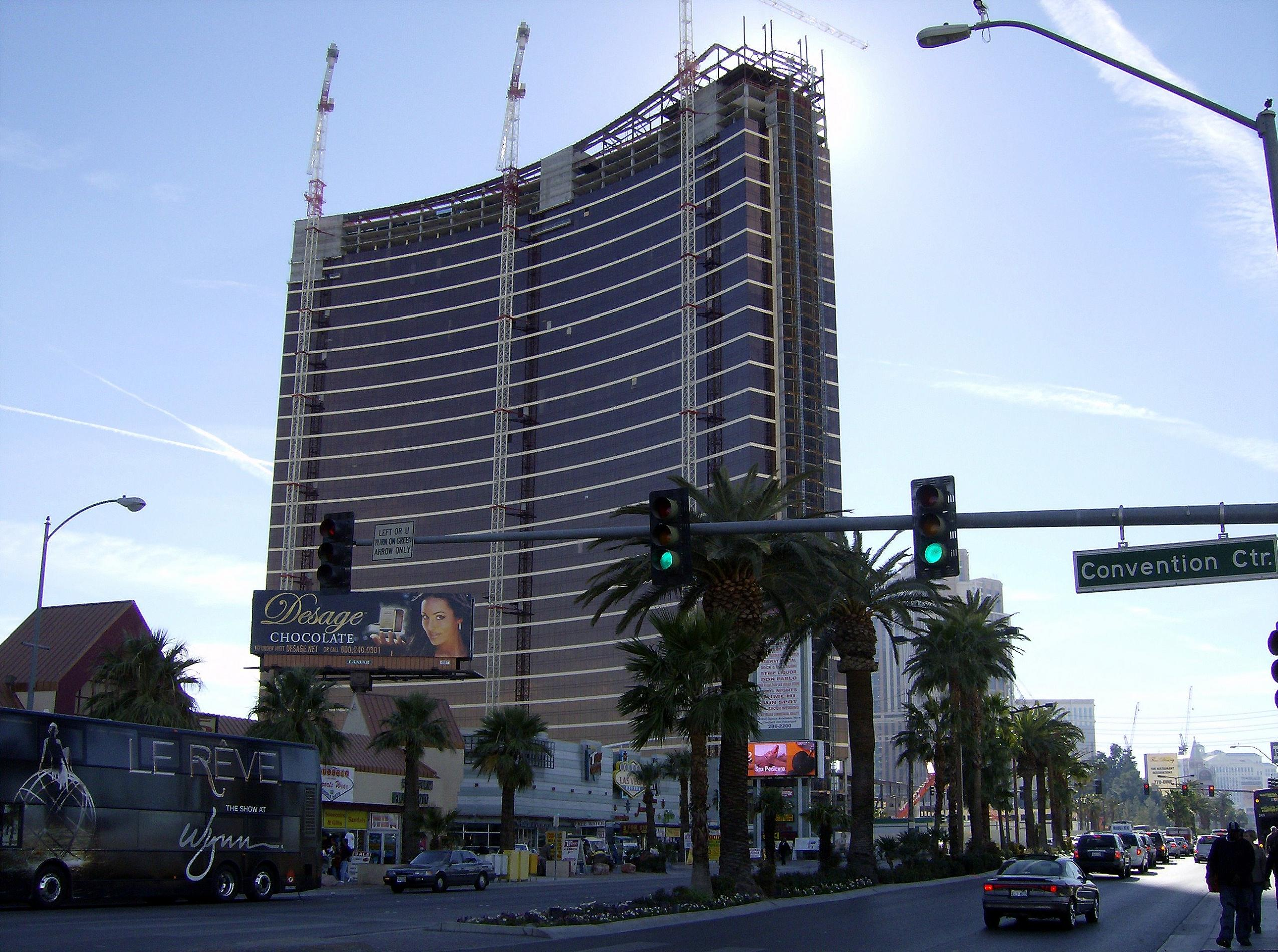
De bouw van Encore Las Vegas
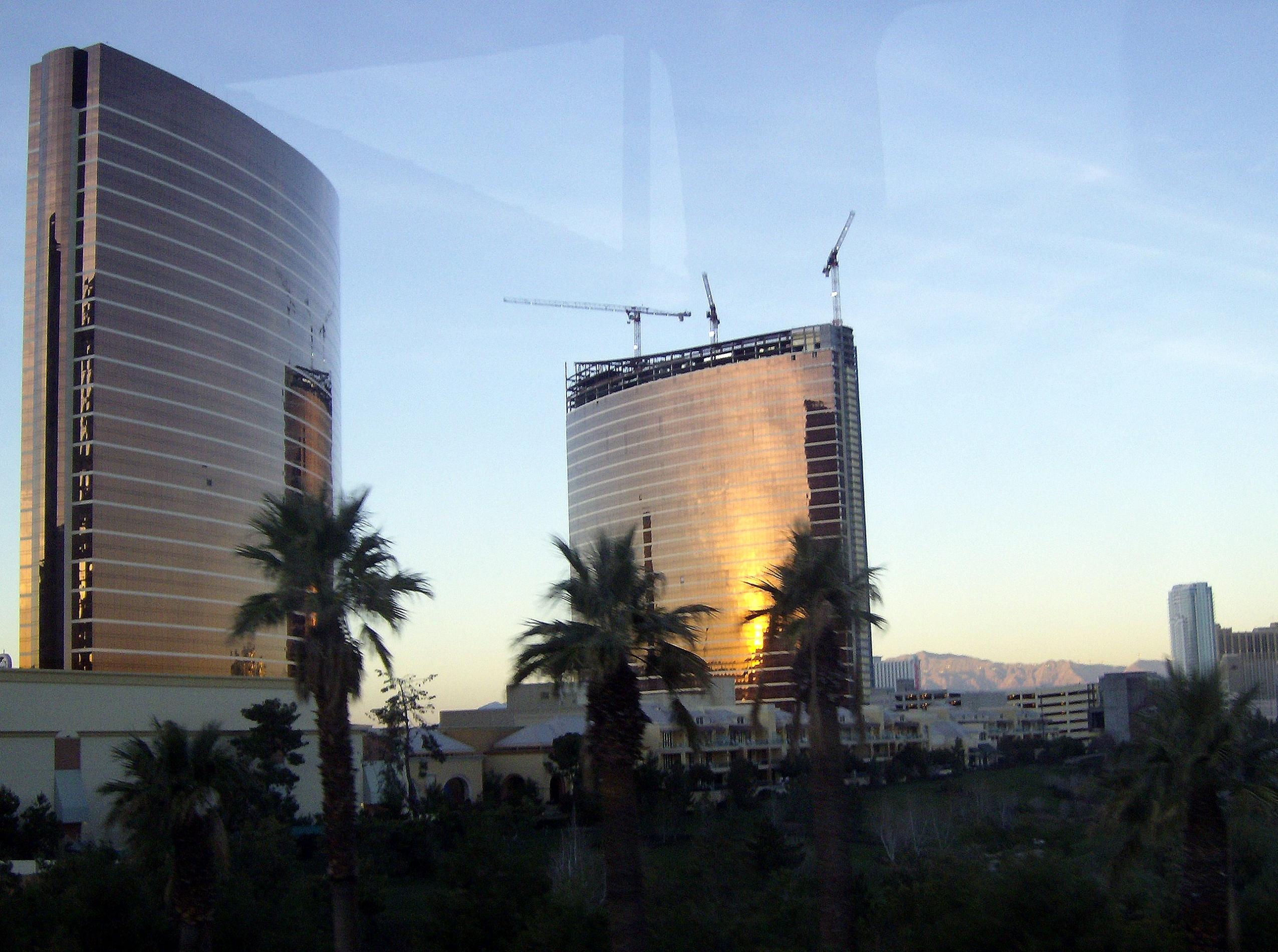
De bouw van Encore Las Vegas
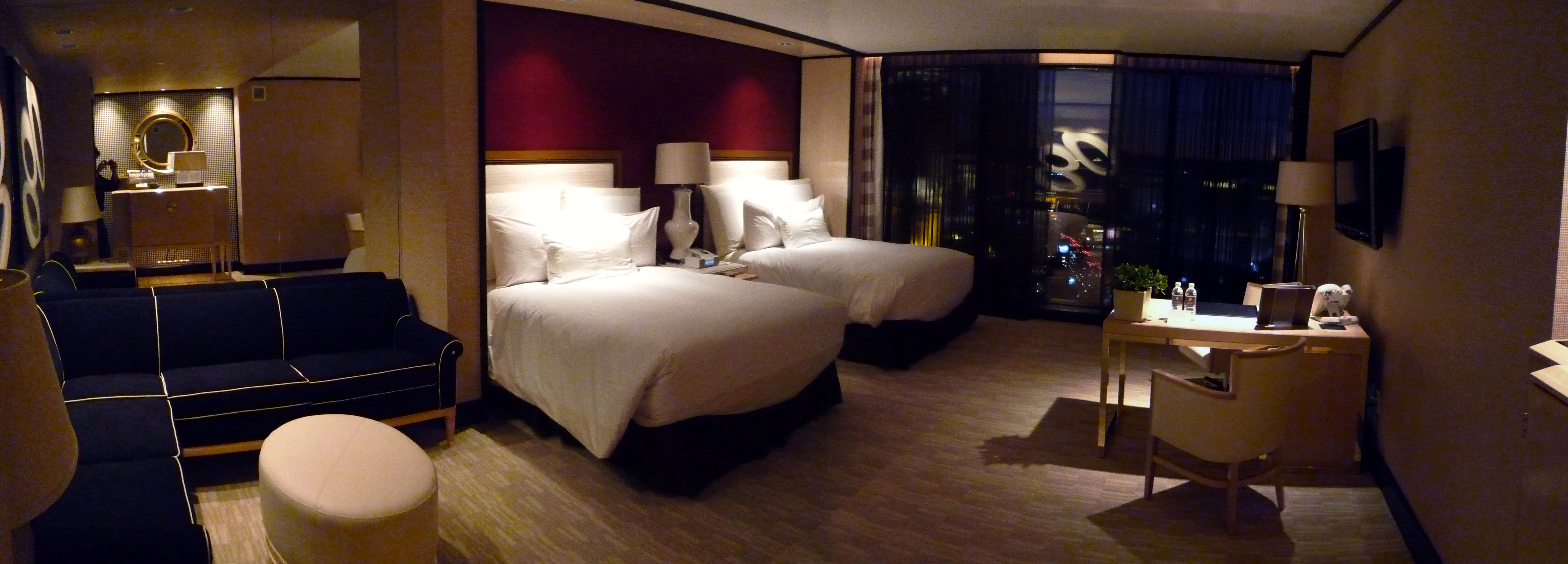
Suite in Encore Las Vegas